# Удаленков, Александр Петрович
Александр Петрович Удаленков (1 [13] апреля 1887, Тверская губерния — 14 февраля 1975, Ленинград) — русский советский архитектор, реставратор, исследователь архитектуры.

## Биография
- Родился 1/13 апреля 1887 г. в крестьянской семье в деревне Вепря Константиновской волости Кашинского уезда Тверской губернии.
- С августа 1908 г. по май 1912 г. обучался на архитектурном отделении Одесского художественного училища.
- В декабре 1917 г. окончил Высшее художественное училище при Императорской Академии художеств. За дипломный проект «Военно-исторический музей» (мастерская Л. Н. Бенуа) удостоен звания художник-архитектор и присуждена пенсионерская поездка заграницу на год.
- С середины 1920-х гг. — руководитель Ленинградского отделения Центральных научно-реставрационных мастерских (ЦНРПМ). По словам И. Э. Грабаря, «почти все памятники классицизма в Ленинграде реставрировались под непосредственным руководством А. П. Удаленкова»[1].
- С июня 1932 г. — действительный член Академии Истории материальной культуры.
- В 1945 г. возглавил хозрасчётную архитектурную мастерскую, созданную при Управлении по делам архитектуры при Ленгорисполкоме. С 1949 — епархиальный архитектор.
- Арестован 1 декабря 1949 г. Осужден на 25 лет. После апелляции срок сокращен до 10 лет. В 1956 г. освобожден. Проживал в Крыму; скончался в г. Ленинград.

## Проекты
- Народный дом им. Ленина в Иваново-Вознесенске (соавтор Безруков И. Г.; конкурс; 4-я премия)
- Публичная библиотека в Ленинграде — новый корпус по Садовой ул. и Толмазову пер. (1927—1928 гг.; конкурс)
- Дворец Труда в Ашхабаде
- Театр в Мерве

## Исследования и реставрационные работы
- Москва. Успенский собор в Кремле (1914 г.) Высочайше учрежденная исполнительная комиссия по ремонту и реставрации большого московского Успенского собора.
- Петроград — Ленинград
- Петродворец
- Самарканд. Шах-и-Зинда (1920-е гг.)
- Новгород
- Ферапонтов монастырь (1922—1925 гг.)
- Старая Ладога (1940, 1941 гг.)

## Статьи А. П. Удаленкова в печати
- «О работе комитета по охране и ремонту монументальных памятников». Музей. № 2. Ленинград. 1924 г. Стр. 8.
- «О мировом значении русского национального зодчества». Архитектура и строительство. Журнал. 1948 г. № 10. Стр. 7.

## Семья
Дочь — Татьяна Александровна Удаленкова (р. 1935), российская артистка балета, заслуженный деятель искусств Российской Федерации.